# Senegalia berlandieri
Acacia berlandieri é uma espécie de leguminosa do gênero Acacia, pertencente à família Fabaceae.